# نيكولاي كيرك
نيكولاي كيرك (بالدنماركية: Nikolaj Kirk)‏ هو لاعب كرة قدم دانمركي في مركز الدفاع، ولد في 19 مارس 1998. لعب مع نادي برينتفورد.

## وصلات خارجية
- نيكولاي كيرك على موقع الاتحاد الأوربي (الإنجليزية)
- نيكولاي كيرك على موقع قاعدة بيانات كرة القدم.إي يو (الإنجليزية)
- نيكولاي كيرك على موقع Soccerbase.com (لاعب) (الإنجليزية)
- نيكولاي كيرك على موقع Soccerway.com (الإنجليزية)
- نيكولاي كيرك على موقع عالم كرة القدم.نت (الإنجليزية)